# Parnell, Iowa
Parnell är en ort i Iowa County i Iowa. Vid 2020 års folkräkning hade Parnell 194 invånare.